# Paul Ciobănel

a Compétitions nationales et continentales officielles uniquement.

b Matchs officiels uniquement.
Paul Petru Ciobănel, né le 3 mai 1939 à Bucarest et mort le 12 novembre 2014 dans la même ville, était un joueur roumain de rugby à XV.

## Biographie
Il joue avec le Sporting club d'Angoulême au début des années 1970.

## Palmarès

### Avec le Steaua Bucarest
- Champion de Roumanie en 1961, 1963, 1964 et 1974
- Vainqueur de la coupe de Roumanie en 1958
- Vainqueur de la coupe d'Europe des clubs champions FIRA en 1963[4]

### Avec la Roumanie
- Vainqueur  de la Coupe européenne des nations en  1969